# Otto III. (Pommern)

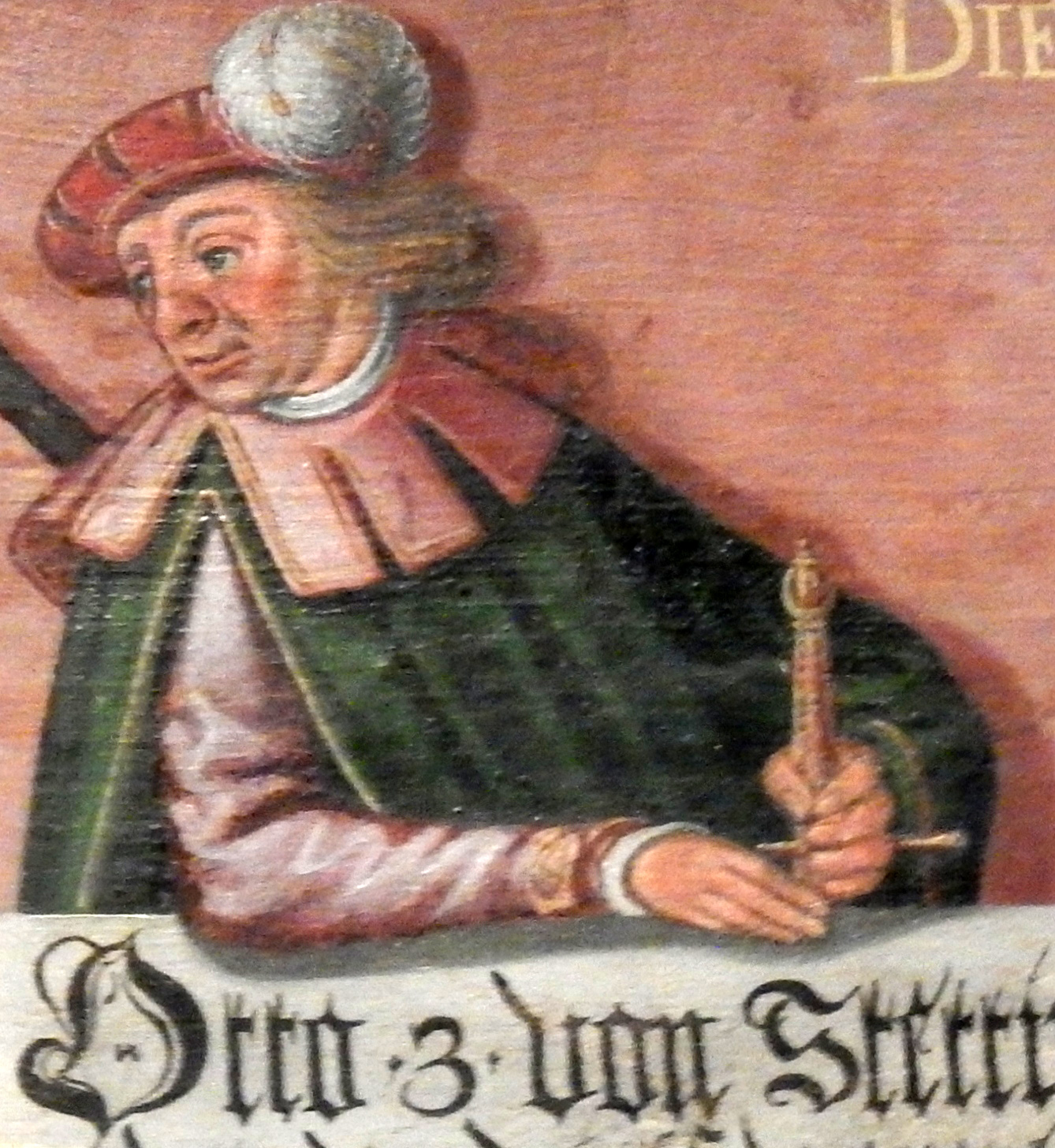
Otto III., aus dem Bilderstammbaum der Greifen von Cornelius Krommeny (1598).

Otto III. (* 29. Mai 1444; † 7. September 1464) war Herzog von Pommern-Stettin aus dem Greifenhaus.

## Leben
Otto III. war der einzige Sohn von Herzog Joachim, der im pommerschen Teilherzogtum Pommern-Stettin regierte, und seiner Gemahlin Elisabeth von Brandenburg. Nach dem Tod seines Vaters (1451) heiratete seine Mutter bereits 1453 erneut, nämlich den Herzog Wartislaw X. von Pommern-Wolgast. Der junge Otto, Erbe von Pommern-Stettin, kam zur Erziehung an den Hof des Kurfürsten Friedrich II. von Brandenburg (1413–1471), seines Vormunds und Onkels. 
Als Herzog Wartislaw IX. von Pommern-Wolgast 1457 starb, hatte dieser als Erben nicht nur seine eigenen Söhne Erich II. und Wartislaw X., Ottos Stiefvater, eingesetzt, sondern auch den jungen Otto. Es kam zu Erbstreitigkeiten, in denen Friedrich II. von Brandenburg Ottos Erbansprüche unterstützte und so Gelegenheit fand, sich in die pommerschen Angelegenheiten einzumischen. 
Im Jahre 1460 wurde Otto auf Verlangen der pommerschen Stände aus der brandenburgischen Vormundschaft entlassen und übernahm im Alter von 15 Jahren als Otto III. selber die Regierung. Die wichtigsten Ämter an seinem Hof waren mit brandenburgisch Gesinnten besetzt. Die Streitigkeiten um das Erbe Herzog Wartislaws IX. wurden 1463 beigelegt; Otto erhielt den westlichen Teil Hinterpommerns mit Stargard in Pommern. 
Otto starb am 7. September 1464 an der Pest und wurde in der Ottenkirche zu Stettin beigesetzt. Er war nicht verheiratet und hatte keine Nachkommen. Mit ihm starb die Stettiner Linie des Greifenhauses aus, die mit Herzog Otto I. (~1279–1344) begonnen hatte. 
Mit dem Tode Ottos III. begann der Stettiner Erbfolgestreit. Kurfürst Friedrich II. von Brandenburg wollte das pommersche Teilherzogtum Pommern-Stettin als erledigtes Lehen einziehen und an sich bringen. Dem traten die Herzöge der überlebenden Wolgaster Linie des Greifenhauses, Erich II. und Wartislaw X., entgegen, die Pommern-Stettin wegen der Einheit des Greifenhauses und des Herzogtums Pommern für sich beanspruchten. 
Der Sage nach begann der Stettiner Erbfolgestreit unmittelbar am Grabe Herzog Ottos: Der Stettiner Bürgermeister Albrecht Glinde habe dem Toten Schild und Helm mit ins Grab gegeben, um damit das Ende seiner Dynastie anzuzeigen. Daraufhin sei ein Herr vom Eickstädt ins Grab gesprungen und habe Schild und Helm wieder herausgeholt mit den Worten: „Wir haben noch erbliche, geborene Herrschaft, die Herzoge von Wolgast, denen gehört Schild und Helm.“